# ジ・オニオン
ジ・オニオン（英語: The Onion）は、米国の風刺報道機関。米国内外および各地域の風刺的なニュースを発信し、また娯楽紙およびウェブサイトの「The A.V. Club」も提供している。公称では、米国内の発行部数は690,000部、ウェブサイト読者の61パーセントが18-44歳である。2007年より「ジ・オニオン・ニューズ・ネットワーク」(Onion News Network) として、オンラインでの音声と映像による風刺ニュース公開も行っている。
『ジ・オニオン』の記事は、伝統的な新聞のパロディの形を取っており、社説、街頭インタビュー、株式市況を掲載し、伝統的な新聞のレイアウトにAP通信風の論説欄を持つ。掲載されるユーモア記事のほとんどは、ニュース種になるような日々の事件に基づいているか、よく使われる言い回しのもじり（たとえば見出しを “Drugs Win Drug War”〔麻薬との戦い 麻薬が制する〕にするなど）である。
残りの紙面は風刺的でない娯楽面「The A.V. Club」である。さまざまな新刊メディアのインタビューやレビュー、その週の特集を伝える。印刷版は、発行される地域のレストラン評やライブの予告も掲載する。「The A.V. Club」のオンライン版には独自の連載、ブログ、読者会議室がある。オンライン版は『ジ・オニオン』とは独立したドメイン名を持つ。

## 沿革

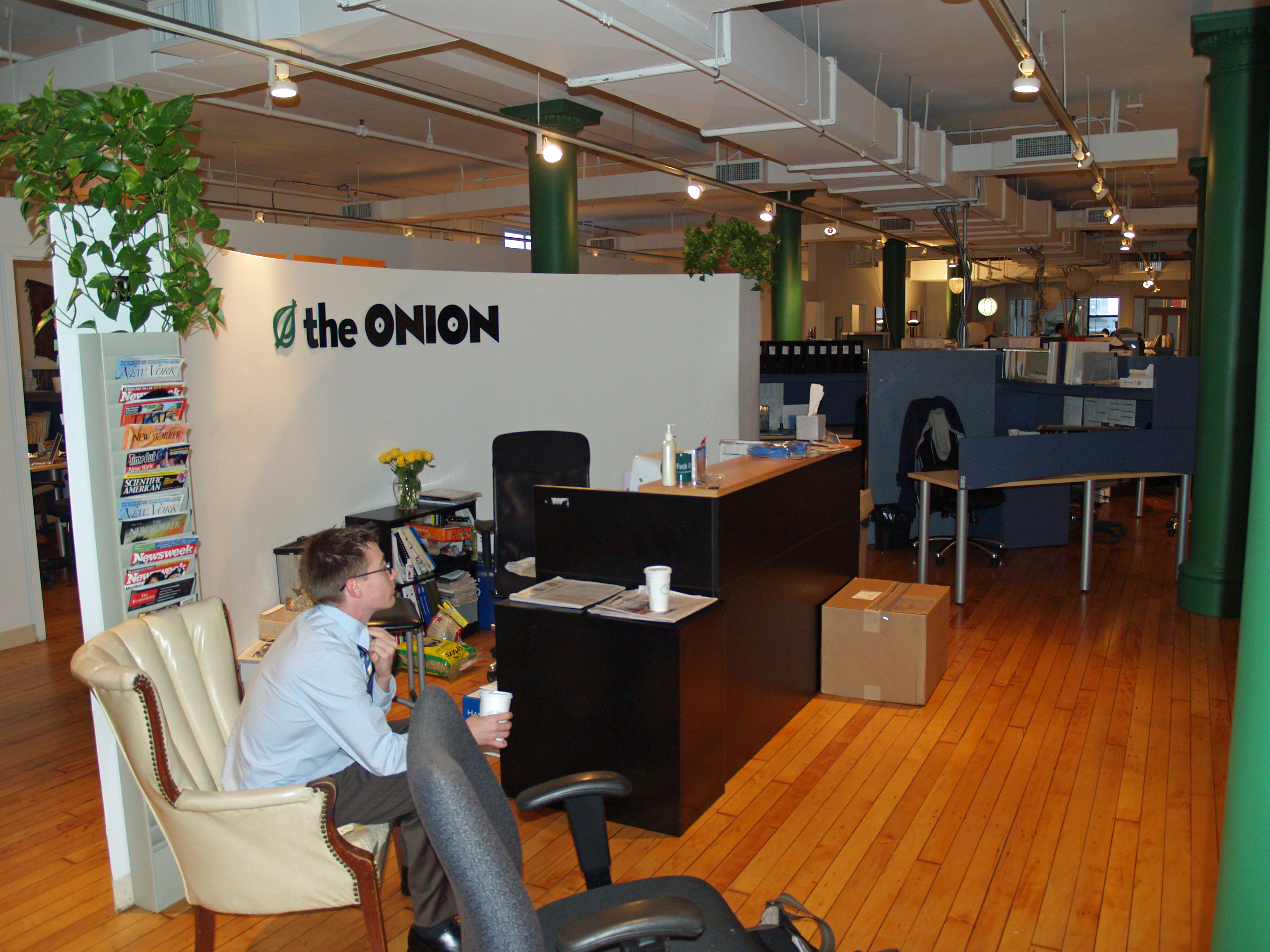
ジ・オニオンの事務所。ニューヨーク市。

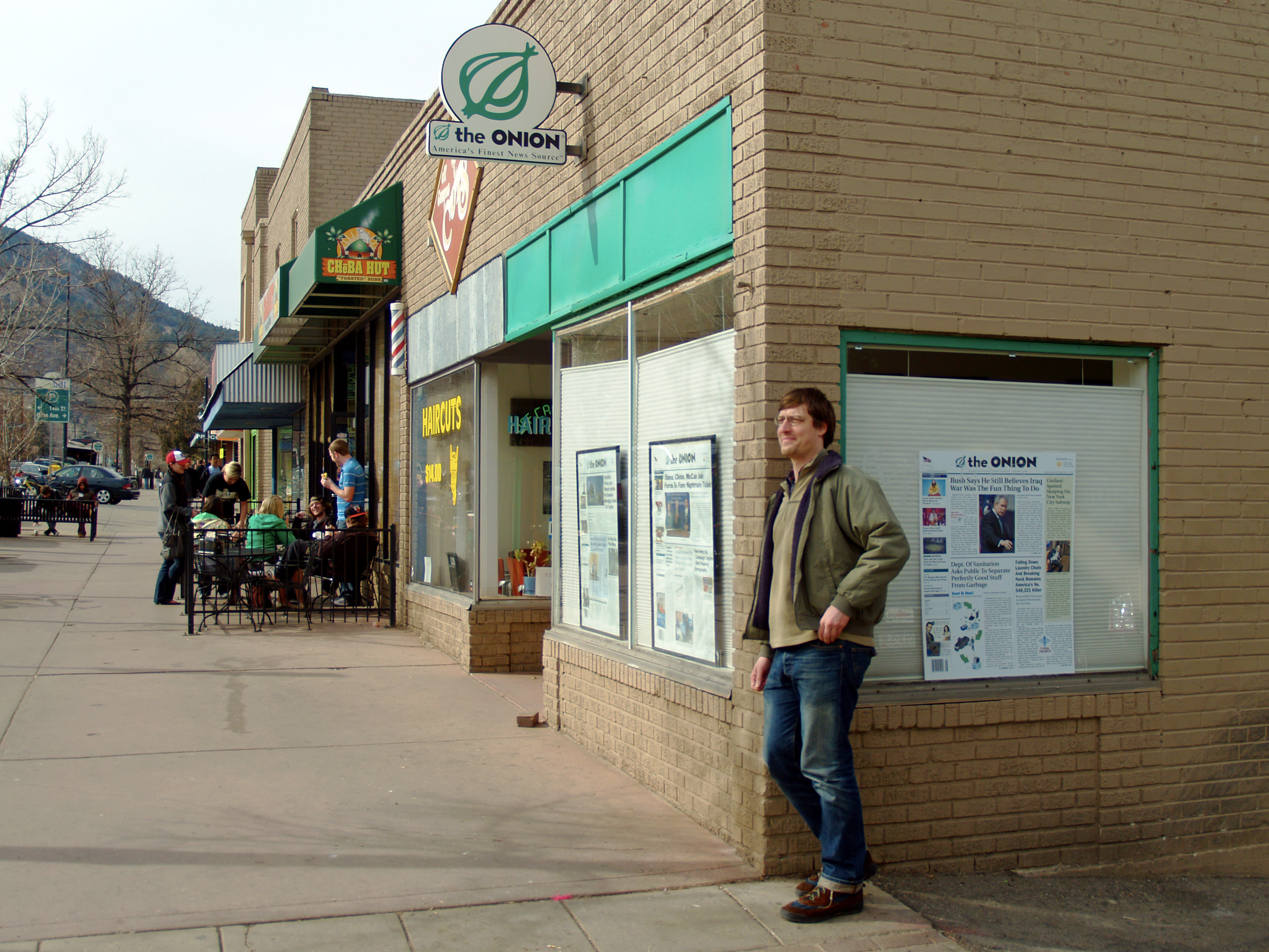
コロラド州ボルダーの「ザ・ヒル」事務所。

1988年にウィスコンシン大学マディソン校の2人の3回生、ティム・ケック (Tim Keck) とクリストファー・ジョンソン (Christopher Johnson) が、『ジ・オニオン』を創刊した（当初はウィスコンシン州マディソンで発行されていた）。翌年、彼らは同紙をScott DikkersとPeter Haiseに20,000ドル以下（『ワシントン・ポスト』によれば16,000ドル、「Business 2.0」の2003年の記事によれば売価19,000ドル）で売却した。伝えられるところでは、『ジ・オニオン』という紙名を発案したのはクリス・ジョンソンのおじ、ウィリアム・ニルス・ジョンソン (Wm. Nels Johnson) である。「いつもみんな『ジ・オニオン』の名の由来を聞きたがる」と、ショーン・ミルズ (Sean Mills) 前社長は『ウィキニュース』（英語版）のインタビューに対して語っている、「最近、創刊者のひとりティム・ケックに尋ねたら、こう言っていた……おじが、自分とクリスがオニオン・サンドイッチを食べているのを見て『ジ・オニオン』にしようと決めたって。本当だよ。ふたりは本当に、玉葱を切っただけのをパンにのせて食べていたんだ」。チェト・クレム (Chet Clem) 前編集マネージャによれば、ふたりが創刊したころは食費にも事欠き、白いパンと玉葱でしのいでいたという。
『ジ・オニオン』は最初、ごくわずかな都市と町で、特に有名大学でのみ人気を博した（たとえばウィスコンシン州マディソン、ミルウォーキー、ミネアポリス、シカゴ、コロラド州ボルダーなど）。当初は全ページの下2インチが切り取り式のクーポン券（マディソンの住人向けの廉価な学生食堂や「フォー・スター・ビデオ・ヘブン」ビデオショップなど）になっていた。
1996年のウェブサイト開設によって、全国的な展開への道が開けた。2000年、マス・マーケットへの参入により、『ジ・オニオン』はコメディ・セントラルから買収の打診を受けた。それは『ジ・オニオン』の風刺ブランドを他の形態のメディアにも広めようとの申し出であった。しかし2001年はじめ、同社は事務所をニューヨーク市に移転した。紙面はその後もときおりマディソンのことがらを扱っているが、近郊の町の名に置きかえたり、挿入写真を現地のランドマークに差し替えることで話の舞台を変えたりするようになった。2007年4月、『ジ・オニオン』は「ジ・オニオン・ニューズ・ネットワーク」(The Onion News Network) を開始、24時間テレビニュースをウェブ上の動画で配信している。
同紙の創刊者はいずれも、別のオルタナティブ週刊紙を創刊した。ケックの『ザ・ストレンジャー』（ワシントン州シアトル）と、ジョンソンの『ウィークリー・アリバイ』（ニューメキシコ州アルバカーキ）である。
2009年1月、ジ・オニオンのショーン・ミルズ社長——ニューヨーク市でのオニオンの拡張と成長にたずさわった——は、突如、「新たな挑戦の時が来た」(“the time has come for a new challenge”) として退社した。
2009年4月、ジ・オニオンはその「風刺タブロイド記事の24時間ケーブルテレビニュースへの配信が愉快、痛快で、往々にして現実のできごとと見紛うほどであった」功績により、ピーボディ賞を受賞した。
2009年7月、複数の消息筋から、ジ・オニオンの大手メディア企業への売却の危機が迫っているとのうわさが流れ始めた。さらに、売却は2009年7月20日月曜日に発表されるともうわさされた。「売却」は、架空の元発行者T・ヘルマン・ツヴァイベルによって暴露された。彼は版権を中国の企業に売却したとし、その結果オニオンのウェブサイトと出版物は中国関係の記事や特集であふれ返った。2009年7月22日水曜日、『ジ・オニオン』のジョー・ランダッソ (Joe Randazzo) 編集長は米国公共ラジオの「All Things Considered」で真相を明かした。「たしかに、『ジ・オニオン』を買い取りたがっている中国のコングロマリットはたくさんあります」と彼は言った、「実は、われわれは米国の会社を買い戻しました」。

## 頒布
『ジ・オニオン』の印刷版は、ウィスコンシン州マディソン、同州ミルウォーキー、ニューヨーク市、シカゴ、ミネアポリス＝セント・ポール、コロラド州デンバー、同州ボルダー、テキサス州オースティン、コロンビア特別区で無償配布されている。また各国の書店（英国など）で購入でき、郵便による有料購読もできる。2005年から2009年まで、カリフォルニア州でロサンゼルス版とサンフランシスコ版が発行されていたが、広告収入が得られず終刊となった。

## 定番記事

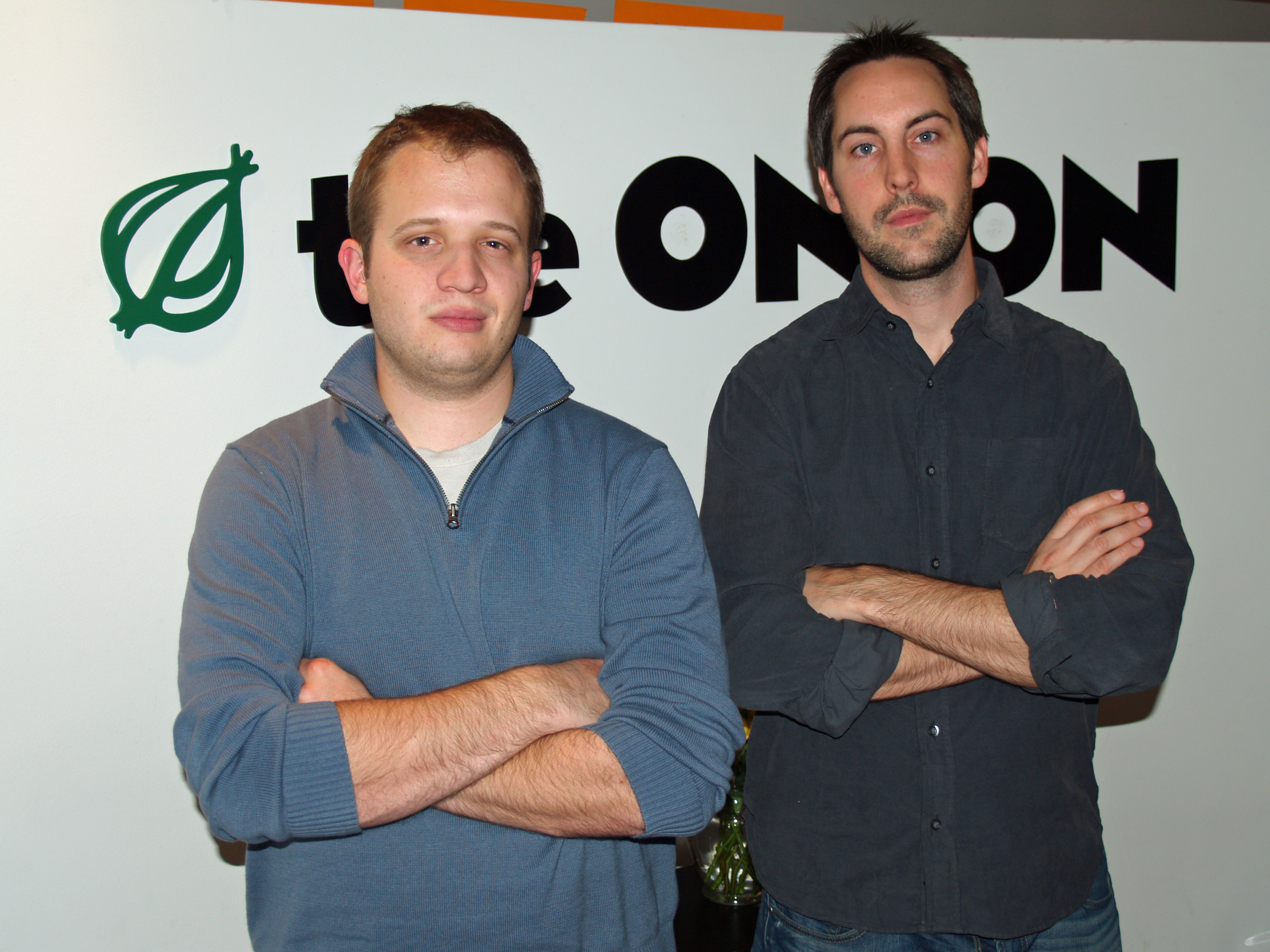
チェト・クレム前編集マネージャとショーン・ミルズ前社長。

『ジ・オニオン』の定番記事には次のようなものがある。
- 「STATshot」——なんらかの統計を図説したもの。『USAトゥデイ』「USA TODAY Snapshots」のパロディ。
- 「Infograph」（インフォグラフィックの意）——主題についての箇条書きが添えられる。
- 「Point-Counterpoint」。
- 投書欄と連載コラム。
- へんてこな星占い。
- 「歴史の中のオニオン」(The ONION in History) ——扉ページは昔の新聞に似せてある。書籍『Our Dumb Century（英語版）』より。
- 「ニュースから」(In the News) ——写真に、関係ない内容のキャプションをつける（たとえば “Frederick's（英語版） of Anchorage Debuts Crotchless Long Underwear”〔下着会社と関連づけた〕、"National Association Advances Colored Person”〔団体名 “National Association for the Advancement of Colored People” に掛けた〕、“Owls Are Assholes”〔語呂合わせ〕といったもの）。
- 「アメリカ人の声」(American Voices) ——以前は「あなたはどう思う?」(What Do You Think?) という題だった。話題になっている時事問題についての、街頭インタビュー（英語版）による調査を模したもの。テーマごとに三名の回答を載せるが、年齢、人種、社会的経済的地位にもとづく選択の違いが際立つような人選になっている。回答者の氏名や職業は毎回変わるが、顔写真はいつもきまった六人のものが使われる。うちひとりはしばしば「システムズ・アナリスト（英語版）」とされる。
- 時事漫画（英語版）——作者は「Kelly」。これは架空の人物で、実際に描いているのはウォード・サットン（英語版） (Ward Sutton)[16]。この漫画——「『ジ・オニオン』の紙面中、もっとも論議を呼びがちな記事」とされる[7]——は、古くさい一コマ漫画のまじめくさったパロディで、時事漫画の約束事にも忠実である[16]。だいたい半数は自由の女神像に題材を採る（よく涙を一滴こぼしている）。

ウェブサイトは2005年にリニューアルオープンした。
- 過去記事の閲覧は無償となった。有料購読枠の「オニオン・プレミアム」を断念した。
- 「あなたはどう思う?」(What Do You Think?) は「アメリカ人の声」(American Voices) になった。質問が週替わりになり、回答者は6名から3名に減った。
- 「ニュースから」(In the News) が「印刷版から」(From the Print Edition) に改称した。
- ジ・オニオンはウェブ版独自の日替わり記事を始めた。たとえば、「株式ウォッチ」(Stock Watch) は架空の株式市況（毎週一記事が印刷版にも掲載される）。「QuickPoll」はウェブでの世論調査（休止中）。「ナショナル・ニューズ・ハイライツ」(National News Highlights) は各地の話題を三つ掲載。『ジ・オニオン・ウィークエンダー』(The Onion Weekender)（ニュース雑誌『PARADE magazine（英語版）』のパロディ）や『ジ・オニオン・マガジン』(The Onion Magazine)（『ニューヨーク・タイムズ』の日曜版付録『ザ・ニューヨーク・タイムズ・マガジン』のパロディ）の表紙。「今週の大統領ラジオ演説」(The President's Weekly Radio Address) はホワイトハウス公式ウェブサイトの「今週の演説」(Weekly Address) のパロディである。
- 全国展開をはたした「オニオン・ラジオ・ニュース」。アンカーマンのドイル・レッドランド（英語版） (Doyle Redland) が読み上げる短いオーディオクリップが毎日提供されるようになった。2006年はじめにオニオン・ラジオ・ニュースのポッドキャストが開始され、たちまちiTunesのポッドキャスト番付1位を獲得した。
- スポーツコーナーが新設された。以前の記事から抜き出してまとめたものに、新作記事（たとえば「マット・ライナート 2006年NFLドラフト美男枠を勝ち取る」〔Matt Leinart Wins Beauty Portion of 2006 NFL Draft〕といったもの）や、ヘッドライン（たとえば「ニューヨーク・レンジャース マディソン・スクエア・ガーデンの栄えある伝統を死守」〔New York Rangers Honor Proud Madison Square Garden Tradition by Losing〕といったもの）が加わっている。

ジ・オニオンのウェブサイトは毎日更新されているが、特に（もともと毎日更新になる前からそうだが）水曜日の午後の更新が多い。新聞の『ジ・オニオン』が木曜日に配布されるためである。

## 記者と編集者
『ジ・オニオン』の編集者は現在ジョー・ランダッソ (Joe Randazzo) である。執筆者はJoe Garden、Dan Guterman、Todd Hanson、John Harris、Chris Karwowski、John Krewson、Chad Nackers、Seth Reiss、Baratunde Thurston、Will Tracyである。元執筆者にはMark Banker、Max Cannon、Amie Barrodale、Rich Dahm、Megan Ganz、Janet Ginsburg、Tim Harrod、David Javerbaum、Ben Karlin、Peter Koechley、Carol Kolb、Tom Scharpling、Maria Schneider、Robert D. Siegel、Jack Szwergoldらがいる。マイケル・ファイスカ (Michael Faisca) とニック・ギャロ (Nick Gallo) がグラフィック・エディターである。『ジ・オニオン』は、外部のフリーランスからの寄稿は受けない。ジ・オニオン・ニューズ・ネットワークはウィル・グラハム (Will Graham) とジュリー・スミス (Julie Smith) が制作・監督する。脚本統括は前『ジ・オニオン』編集者のキャロル・コルブ (Carol Kolb) である。脚本家としてほかにDan Mirk、Jack Kukoda、Sam Westがいる。

## ジ・オニオン・ニューズ・ネットワーク
2007年3月、ジ・オニオンは「ジ・オニオン・ニューズ・ネットワーク」(The Onion News Network; ONN) を開始した。ウェブで動画を毎日放映するもの。これはすでに2006年なかばにはときどき稼働しており、ある不法移民が行政の仕事を年間80万ドルかかるところ60万ドルで請け負っていた、といった話題を流していた。伝えられるところによると、ジ・オニオンはこの動画放送の稼働までに100万ドルを投資し、稼働のためのスタッフを新たに15名採用したという。『ジ・オニオン』前編集長のキャロル・コルブ (Carol Kolb) がONNの脚本統括、ウィル・グラハム (Will Graham) がショーランナー兼制作総指揮に就いた。2009年2月3日、ジ・オニオンはONNのスピンオフ作品として「オニオン・スポーツ・ネットワーク」(Onion Sports Network) を開始した。ONNがコメディ・セントラル向けに「オニオン・スポーツ・ニュース」試行版を制作するとの発表もあった。
2007年11月、『ウィキニュース』（英語版）のインタビューに対して前社長ショーン・ミルズ (Sean Mills) は、ONNは大ヒットしていると述べている。「ダウンロード回数は週に100万回を超えている。これはインターネット向け動画のサイトとしては最も成功した部類に入る」ミルズは言う、「一番ではないにしても、そうしたサイトのひとつだということだ。それが24時間ニュースネットワークだ。今度新しい企画を始めるんだけど、すでに『In The Know』という日曜朝のトーク企画があるし、つい先週は『Today Now』というモーニングショーも始めた。本当にわくわくするよ、新たに企画を始め、記事を積み上げていく。来年はスポーツでもそれをやるんだ。」

### 継続中の企画
「ジ・オニオン・ニューズ・ネットワーク」動画シリーズにはONNのニュースショーから借りてきたような企画や、継続的な報道ものがあり、24時間ニュースネットワークの雰囲気を出している。
- 「Today Now!」(TN) ——NBCの「トゥデイ」やABCの「グッド・モーニング・アメリカ」のような朝の生活・ニュース番組のパロディ。司会はジム・ハガティ (Jim Haggerty)（本当はニューヨーク・シティ・テレビの前アンカーマン、ブラッド・ホルブルック〔Brad Holbrook〕）とトレーシー・ギル (Tracy Gill)（演じているのはトレーシー・トス〔Tracy Toth〕）。常に陽気、快活だが大げさぶらないという、朝のネットワークテレビショーでよく見られるスタイルで、司会者たちは出てくる話題には無批判であるかまったく無関心であるいっぽう、話題のどうでもいいような点や重要でない細部ばかりを詮索しようとする（たとえば、ハガティは、コックのアダム・スコットによる「夢のオムレツ」が「本当に夢で見たレシピで作ったオムレツ」なら、フライパンに落とすバターは金属製のくつべらで計らなければならないのではないかと真剣に尋ねる。またトレーシー・ギルは伝記作者との対談で、彼女自身の生い立ちをまったく知らないかのようにふるまう）。ONNの企画のうちTNだけは定時の企画（平日午前7-9時）である。

- 「In The Know with Clifford Banes」(ITK) ——日曜朝の討論番組のパロディ。司会はクリフォード・ベーンズ (Clifford Banes) だが、毎回なにか不条理な、またはありえないようなできごとにまきこまれ、番組に出てきたことがない。そのため毎回、代打の司会者（ONNのほかの解説番組から連れてこられるらしい）がベーンズの出演しない理由を説明する（たとえばこの回では、代打司会者グレゴリー・ドーソン〔Gregory Dawson〕がONNの番組「The Dawson Angle」から連れてこられ、司会者は現在「地球へ向けて時速150キロで降下中」のため休みだと説明する）。オニオン式の政治的事件を、ITKの出演者たちがあらゆる角度から——どんなに奇抜に見えようとも——真剣に論じる。

- War For The White House: ONN's continuing coverage of Election '08, opening with a dramatic video apparently depicting Air Force One and a squadron of fighter planes seemingly attacking the White House, mocking the intense, over-the-top style that seems to have become typical in straight news coverage. Notable for its consistent use of military terminology (e.g. "Election Analysis Bunker") and deadpan style.

- 「O-SPAN」——（明らかにC-SPANを意識しており、通常、「O」の場所には新聞『ジ・オニオン』のロゴが入っている）よく似た名で実在するケーブルテレビネットワークでの国会中継のパロディ。spoof bill-readings on the House floorや委員会審議のパロディなど。

- ONN-International: A parody of CNN-International, ONNI debuted November 2008. Boasting coverage in 152 languages over 811 countries and with 9 Billion viewers, ONN-International presents news from around the world in the signature Onion style. Amongst the stories presented have been an essay by "China's Andy Rooney", an avuncular Chinese commentator delivering witty, obviously Government-vetted observations in a dead-on Andy Rooney style, and a report from Bangladesh which touts the new "SmartStitch" machine, which will enable owners to essentially take their sweatshop home with them, working up to 22 hours a day.

- OSN: A reference to ESPN, OSN usually features clips from SportsDome, itself a parody of SportsCenter.  The clips usually focus on specific parodies of SportsCenter segments such as the Budweiser Hot Seat, which becomes The Steam Room on OSN.  Hosts present in the jocular style synonymous with ESPN and sportscasters on sets that are near-identical knockoffs of the SportsCenter studios.

- News Room: This is a show listed on their website[18], though it is more likely a parody of Breaking News segments that appear during commercial breaks or replays on 24-hour news networks. Like these segments, News Room is filmed, as the name suggests, in a cable news network's news room with TV's and switchboards in the background (though it is likely that this is filmed with a green screen).

- Raw Justice: A parody of news channels' popular documentaries on attention-grabbing crimes. It looks into ordinary crimes, although the reporter always finds a way to relate a story to the culprit's sexual actions, such as "Man had sex with wife thousands of times before killing her", which talks about an ordinary manslaughter case, and "Crime Reporter Links Warehouse Fire to Depraved Sex act", spinning a perfectly ordinary warehouse fire to depict a crazed sexual maniac.[19]

After a commercial, each item is capped off by a "Later this hour" or "Coming up next" teaser featuring a headline joke in the usual Onion style, with the news reports also having a crawl in the lower-third similarly filled with joke headlines.
The Onion Radio News is an audio podcast featuring P. S. Mueller as fictional newscaster Doyle Redland.

## 映画
『ジ・オニオン・ムービー』(The Onion Movie) はオリジナルビデオ。脚本は当時の『オニオン』編集者ロバート・シーゲル (Robert Siegel) と執筆者トッド・ハンソン (Todd Hanson) 監督は音楽ビデオ監督のトム・カンツ (Tom Kuntz) とマイク・マグワイア (Mike Maguire)。
2003年から製作にかかり、フォックス・サーチライト・ピクチャーズが配給元となったビデオは『The Untitled Onion Movie』と呼ばれたが、制作の途中で監督のトム・カンツとマイク・マグワイア、脚本のロバート・シーゲルがプロジェクトを去った。
2006年、ニュー・リジェンシー・プロダクションズが制作を引き継いだ。2年の停滞の後、映画は2008年6月3日にDVDで発売。監督には新たにジェームズ・クライナー (James Kleiner)、脚本にはハンソンとシーゲルが名を連ねた。

## 『ジ・オニオン』の記事を真に受けた例
『ジ・オニオン』は実在しない事件を大まじめに報じるので、ときおりほかのメディアが『ジ・オニオン』の記事を本当のニュースとして引用してしまうことがある。
- 1998年、フレッド・フェルプスは『神はホモを厭い給う』(God Hates Fags) ウェブサイトで、『ジ・オニオン』の記事「98年同性愛者勧誘ツアー ゴールは間近」('98 Homosexual-Recruitment Drive Nearing Goal) を、ゲイの人々が実に活発に人を「誘っている」ことの「証拠」として挙げた[21]。

- 2002年6月7日にロイター通信が報じたところによると、『北京晩報』が国際面に「新議事堂建設なければワシントンDCから撤退 米議会が脅迫」(Congress Threatens To Leave D.C. Unless New Capitol Is Built) という記事を翻訳転載した。記事では、米国議会が「開閉式ドームのついた新議事堂を建設しなければ、ワシントンD.C.を撤退して米国のどこか外国の都市へ移転する」とDCを脅したことになっていた。これは、米国のスポーツフランチャイズが、新スタジアムを建設しなければ本拠地を離れると脅迫した事件のパロディであった[22]。北京晩報は最初、記事の肩を持ち、虚偽なら証拠を出せと言いさえした。後に記事をひっこめ、「米国の一部の新聞は、しょっちゅう突飛なニュースを造りだしては人民をかつぐことで金を得ている」と釈明した[23]。

- 2004年3月下旬、MSNBCのデボラ・ノーヴィル（英語版）は、「国内のエクササイズ 58パーセントがテレビ化 保健福祉省調査結果」(Study: 58 Percent Of U.S. Exercise Televised) という記事を本当のこととして伝えた[24]。

- 2006年、デンマークのテレビ局TV 2（英語版、デンマーク語版）はウェブサイトのゴシップコーナーで、『ジ・オニオン』の「ショーン・ペンは問う SeanPenn@gmail.comを取りやがったのはどこのあほうだ」(Sean Penn Demands To Know What Asshole Took SeanPenn@gmail.com) という記事を真に受けて報じた[25]。

- 『ハリー・ポッター』が子どもたちに妖術の練習をそそのかしているという記事は、多くの人が事実と信じ、憂慮するクリスチャンたちの間で盛んに転載された[26]。コラムニストのエレン・マッカイ（英語版） (Ellen Makkai) らのように『ハリー・ポッター』シリーズが児童を悪魔崇拝に「誘っている」とする者たちもこの記事にひっかかり、自らの主張の「証拠」として記事の文章を引用した[27]。

- 2009年9月、バングラデシュの『マーナブザミン』(মানবজমিন) と『ザ・ニュー・ネーション』(The New Nation) が、『ジ・オニオン』の記事を翻訳掲載した。ニール・アームストロングが記者会見を開き、月面着陸は手のこんだでっちあげだと主張した、と主張する記事だった。両紙とも、『ジ・オニオン』が本当のニュースサイトでないとは気づかなかったのである。両紙は読者に、記事の裏付けを取らなかったことを謝罪した[28]。

- 2009年10月、ロシアのニュースサイト「RUSSIA.RU」が『ジ・オニオン』の動画作品「喫煙防止広告 今度は『煙草を吸うとゲイになる』 10代に警告」(New Anti-Smoking Ad Warns Teens 'It's Gay to Smoke') のビデオクリップを再構成したものを、まっとうなニュースとして報じた[29]。

- 2010年2月、オンライン新聞『コリエーレ・デラ・セラ』（Corriere della Sera。イタリア）[30] や新聞『アドレスアヴィーセン（英語版、ノルウェー語版、ノルウェー語 (ニーノシュク)版）』（Adresseavisen。ノルウェー）[31] などが、『ジ・オニオン』の動画作品「デンマーク ラース・フォン・トリアーの監督で凄惨な観光広告を導入」(Denmark Introduces Harrowing New Tourism Ads Directed By Lars Von Trier) のビデオクリップを再構成したものを、まっとうなニュースとして報じた。[要検証 – ノート]

## 書籍
- Our Dumb Century: The Onion Presents 100 Years of Headlines from America's Finest News Source（英語版） (1999年、ISBN 0-609-80461-8)
- The Onion's Finest News Reporting, Volume 1 (2000年、ISBN 0-609-80463-4)
- Dispatches from the Tenth Circle: The Best of The Onion (2001年、ISBN 0-609-80834-6)
- The Onion Ad Nauseam: Complete News Archives Volume 13 (2002年、ISBN 1-4000-4724-2)
- The Onion Ad Nauseam: Complete News Archives Volume 14 (2003年、ISBN 1-4000-4961-X)
- “Fanfare for the Area Man”: The Onion Ad Nauseam Complete News Archives Volume 15 (2004年、ISBN 1-4000-5455-9)
- “Embedded in America”: The Onion Ad Nauseam Complete News Archives Volume 16 (2005年、ISBN 1-4000-5456-7)
- “Homeland Insecurity”: The Onion Ad Nauseam Complete News Archives, Volume 17 (2006年、ISBN 0-307-33984-X)
- Our Dumb World: The Onion's Atlas of the Planet Earth（英語版） (2007年10月、ISBN 0-316-01842-2)
- Our Front Pages: 21 Years of Greatness, Virtue, and Moral Rectitude from America's Finest News Source (2009年、ISBN 978-1439156926)

## 架空のプロフィール

### 沿革
公式には、本紙の発刊は18世紀半ばにさかのぼり、250年以上の歴史を誇る。『重商玉葱』(Mercantile Onion) と号したが、これは移民の創刊者フリードリヒ・ジークフリート・ツヴァイベル (Friedrich Siegfried Zweibel) が当時知っていた英単語がこの二語だけだったためである（なお、この「Zweibel」はドイツ語で玉葱を意味する「Zwiebel」の綴りを変えたものである）。同紙の標語は“Tu Stultus Es”（ラテン語「汝、馬鹿なり」）であった。
1896年、ツヴァイベルの孫T・ヘルマン・ツヴァイベル (T. Herman Zweibel) が20歳にして編者となったが、百歳を過ぎ耄碌してもその地位に留まりつづけたと見られる。20世紀の大半の期間、同紙の論調は極めて反動的で、女性参政権運動からテレビドラマの夫婦が同じベッドで眠るシーンに至るまで、その間に起こった社会改革の動きすべてに対して猛烈に反対しつづけた。T・ヘルマン・ツヴァイベルは毎週の論説を執筆していたが、その後2000年にアンドロメダ銀河に向けて宇宙へ飛び去ったため、『ジ・オニオン』はバーナード・バルーク（実業家、投資家。大統領顧問を務めた）とジェミマおばさん（Aunt Jemima。ホットケーキミックスで有名）の共同経営に託されることになった。ということになっている。
2008年12月15日から始まったジ・オニオン・ラジオ・ニュースの放送では最近、「Our Dumb World」のエンディングで次のように述べる。「350年以上にわたり皆様に日々のニュースを伝えてまいりましたジ・オニオン……」

### 年譜
- 1756年 フリードリヒ・ジークフリート・ツヴァイベル (Friedrich Siegfried Zweibel)、『重商玉葱』(Mercantile-Onion) 創刊[32]。
- 1783年 『玉葱報知』(The Onion News-Paper) 発刊。広告を掲載した初の新聞とされる。焙り肉の王およびジョン・ジェムソンの魔法の秘薬に関するもの。
- 1850年 フリードリヒ・ジークフリートの息子ヘルマン・U・ツヴァイベル (Herman U. Zweibel)、会社を相続。
- 1888年 T・ヘルマン・ツヴァイベル (T. Herman Zweibel)、編集長職を襲う[33]。
- 1892年 オニオン24時間テレビニュースネットワーク (Onion 24-Hour Television News Network, ONN) 設立。現在、世界811箇国で視聴される。
- 1896年 T・ヘルマン・ツヴァイベル（フリードリヒ・ジークフリートの孫）、ヘルマン・U・ツヴァイベルの死去に伴い会社を承継[33]。
- 1922年 オニオン・ラジオ (Onion Radio) 設立[34]。
- 1958年 ツヴァイベル、隠居を命ぜらる。
- 2000年 ツヴァイベル、地球を去る（T・ヘルマン・ツヴァイベル『新たなる未知へ』）[35]。
- 2009年 ジ・オニオンおよび全持ち株を中国のコングロマリット、合併救撈漁場与聚合体注射公司（英語: Yu Wan Mei Amalgamated Salvage Fisheries and Polymer Injection Corporation、略称・魚完美）へ譲渡。
- 2009年 中国のコングロマリット合併救撈漁場与聚合体注射公司、ジ・オニオンの買収が間違いだったことに気づき、新聞購入から一週間を経ずしてジ・オニオンを売りに出す。

### Contributors and editors
『ジ・オニオン』の架空の編者はT・ヘルマン・ツヴァイベル (T. Herman Zweibel) である（「Zwiebel」はドイツ語で玉葱。また「Zweifel」〔ドイツ語で「疑い」〕にも似ているが、これはマディソンの地元紙『ザ・キャピタル・タイムズ』に関わりのある姓でもある）。彼は「1901年よりこの地位にあ」り、いささか狂っているとされる。
『ジ・オニオン』には、常勤および客員の（架空の）筆者によるコラムがいくつかある。次のような筆者がいる。
- Jim Anchower, an enthusiastic slacker and stoner with a different job every few weeks, whose musical tastes are stuck in 1970s rock and roll.
- Jean Teasdale, an overweight, dumpy woman with kitsch tastes, whose constantly upbeat attitude in her column "A Room of Jean's Own" always finds the bright side of her otherwise depressing life.
- Smoove B, a smooth talking ladies' man whose columns are directed toward his girlfriends or potential dates. He is known for describing his planned dates in extreme detail, often straying from the romantic to the mundane. The structure of the comedy consists of a series of romantic come-on lines, featuring cliched enticements such as cognac, chocolates, and massages, followed by a blunt sexual reference.[36][37]
- Roger Dudek, an inept humor columnist whose feature, "Write On The Funny!", contains nonstop clumsy puns and similes, while demonstrating a casually abusive attitude towards members of his family
- Jackie Harvey, a clueless celebrity spotter.
- Amber Richardson, an uneducated single mother who writes about her many misadventures in raising her illegitimate children including visiting the health clinic, constantly changing jobs as well as lovers, and defending her questionable qualifications in childrearing.
- Larry Groznic, an overweight, confrontational "fanboy" whose disagreements with friends over obscure nerd trivia are documented in hostile letters typically demanding conversion to his point of view.
- Gorzo the Mighty, the Emperor of the Universe, villain in the style of Ming the Merciless.
- Department Head Rawlings, the mysterious head of an unnamed organization of international spies.
- Don Turnbee, a 41-year-old who frequents fast food establishments.

かつての寄稿者には次のような者がいた。
- Herbert Kornfeld, accounts receivable supervisor, an accountant who was raised on the streets and spoke in gangsta rap-isms and ebonics.  Killed on April 30, 2007.[38]
- Arch Danielson, an elderly man who wrote "The Silver Screen", a series of rambling, non-sensical movie reviews that often diverted towards random topics. His persona was retired around 1998, in favor of Jackie Harvey.

## 参考資料
- From Fake Newspaper to Real Serious, a New York Times profile on former editor Robert Siegel with insight on his tenure there
- Area Satirists Stay in the Picture from New York magazine
- Turning Fake News Into Real Careers from MSNBC
- Wisconsin Wise Guys Plot TV Takeover from Broadcasting & Cable
- From the Onion to Comedy Central to the Oscars from the New York Times
- Viacom and The Onion: Parody or Deal? from a New York Times blog